# Pussel (TV-program)
Pussel var ett direktsänt spelprogram i TV4, sänt på vardagar efter Nyhetsmorgon 2003–2006.
Konceptet med programmet var att TV-tittarna skulle klura ut ord och det delades också ut pengar mellan 1 000 och 20 000 kronor (upp till 60 000 vid speciella tillfällen) till tittarna.
Programmet började sändas den 4 februari 2003, dagen efter att det liknande programmet Ordjakten startade. Både Pussel och Ordjakten byggde på holländska format. Anton Körberg var programledare vid starten. 2005 avträdde Anton Körberg Pussel och då anträdde en ny programledare vid namn Erik Ekstrand. Ibland ersättes Erik av andra programledare som brukade vara Paulinne Arpi och Mackan Edlund. Bisittaren i Pusselhette Mattias Englund. Under hösten 2006 lades Pussel ner och ersattes istället av Jackpot, med Maria Lodenborg och Emelie Åkerlund som programledare.

## Källhänvisningar
1. ↑  Nu startar TV4:s direktsända dagunderhållning, TV4, 9 januari 2003